# Conocimiento de Cristo

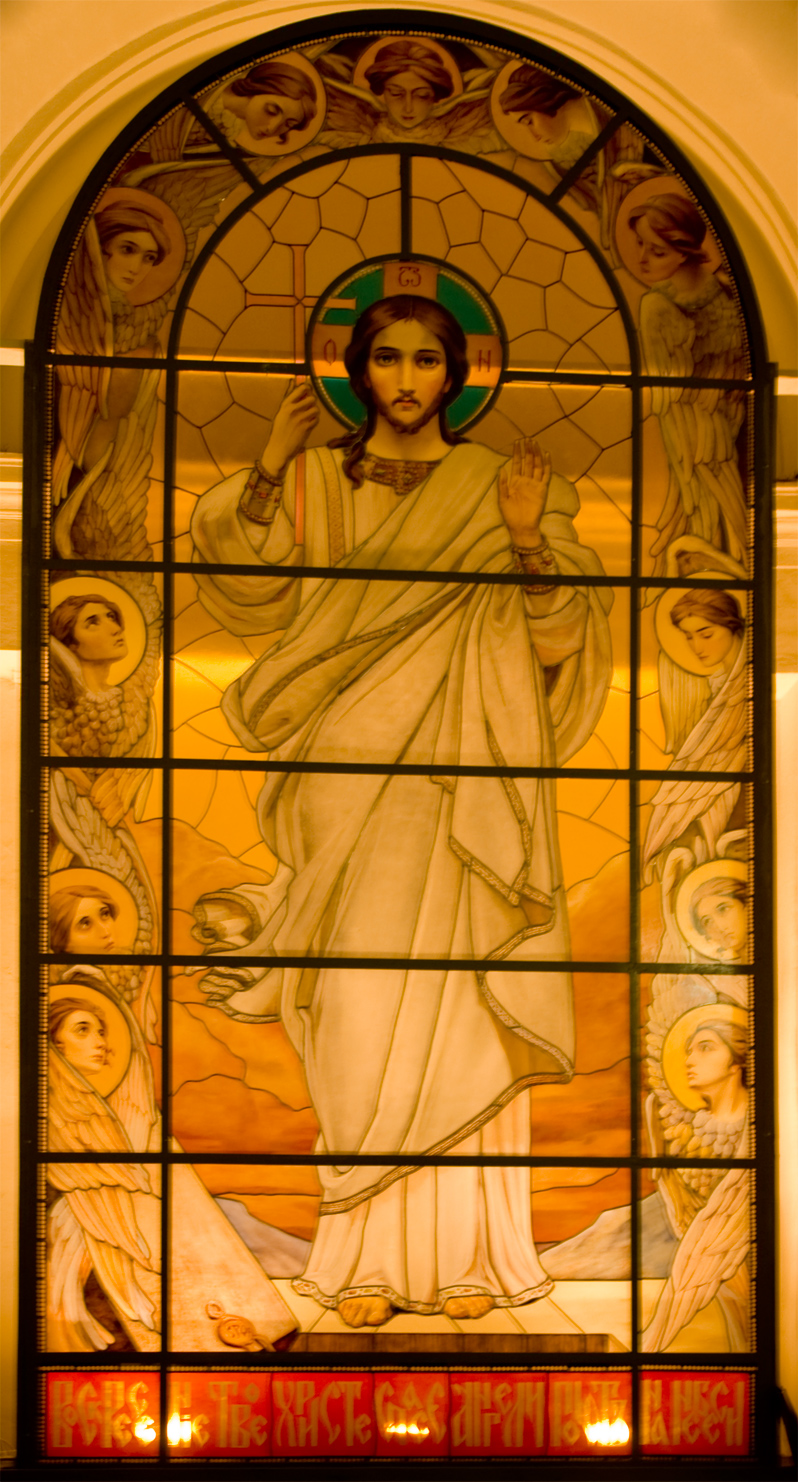
Vidriera de Cristo, Catedral de San Pedro y San Pablo, San Petersburgo, Rusia.

El conocimiento de Cristo se refiere a uno de los dos posibles, y a veces relacionados, temas de la Cristología: uno aborda cómo Cristianos llegan a conocer a Cristo, el otro se centra en el conocimiento de Cristo sobre el mundo. Las discusiones relativas al conocimiento de Cristo han ocupado un lugar central en la cristología durante siglos. En el siglo XX, la interacción entre los dos conceptos se personificó en el título de un libro de Hans Urs von Balthasar: "¿Nos conoce Jesús? ¿Le conocemos nosotros?"
Las enseñanzas cristianas sobre lo que significa "conocer a Cristo" efectivamente dieron lugar al campo de la Cristología, comenzando con la discusión del Apóstol Pablo en Philippians 2:5-6 sobre la relación entre Cristo y Dios.
Las diferentes tradiciones cristianas han recomendado diversos caminos para obtener un mejor conocimiento de Cristo. Mientras que algunas tradiciones se centran en compartir los sufrimientos de Cristo, otras enfatizan la importancia de las Escrituras; mientras que otras sugieren que la lectura de las Escrituras debería ir acompañada de ejercicios espirituales específicos y contemplaciones.
Los enfoques para discutir el "conocimiento de Cristo" generalmente han utilizado dos metodologías separadas: una que se basa únicamente en el análisis del propio texto del Nuevo Testamento, y otra basada en el razonamiento teológico para inferir otros principios más allá del texto. Estos dos enfoques, así como los métodos de interpretación de pasajes específicos del Evangelio han dado lugar a diferencias entre los cristianos sobre este tema.

## Conocer a Cristo
Quiero conocer a Cristo - sí, conocer el poder de su resurrección y la participación en sus sufrimientos, llegando a ser como Él en su muerte, y así, de alguna manera, alcanzar la resurrección de entre los muertos. Apóstol Pablo en Filipenses 3:10-12

La Epístola a los Filipenses ha sido objeto de muchas investigaciones cristológicas. Ralph P. Martin sostiene que Filipenses 2 puede considerarse el comienzo del campo de la Cristología, refiriéndose específicamente al rico análisis que el apóstol Pablo inició en Filipenses 2:5-6 respecto a la relación entre Cristo y Dios. Veronica Koperski ve Filipenses 3 como el comienzo del análisis de cómo los cristianos conocen a Cristo.
La declaración de Pablo en Filipenses 3:10-12 es precedida por su afirmación en Filipenses 3:8-9 con respecto al valor supremo del conocimiento de Cristo sobre todo lo demás. En Filipenses 3:10 Pablo utiliza el verbo griego gignoskein (γιγνώσκω) que implica "conocimiento personal", más que una comprensión intelectual. El objetivo de Pablo no es "saber de Cristo", sino conocer a Cristo.
En el año 325 el Credo de Nicea mencionaba al Espíritu Santo, pero no fue hasta el año 381 en el Concilio de Constantinopla cuando se afirmó formalmente que los cristianos adquieren el conocimiento de Cristo a través del Espíritu Santo que los ilumina hacia Cristo.
San Agustín discutió la referencia de Filipenses 3:10-12 al conocimiento de Cristo en su Sermón 169. Agustín veía el poder de la resurrección no simplemente como el de resucitar de entre los muertos, sino el doble poder que Cristo ejerce sobre los cristianos: primero en términos de su futura resurrección, segundo en términos de su redención. Muchos otros pensadores cristianos desde Ambrosiaster hasta Juan Crisóstomo siguieron esa tendencia y equipararon el conocimiento de Cristo con una vida cristiana fiel.
Tomás de Aquino se refirió a menudo al afán de Jesús por enseñar, pero subrayó que, a diferencia de las palabras de otros maestros, las palabras de Jesús no podían entenderse simplemente oyéndolas o leyéndolas, sino que requerían ser escuchadas a través del Espíritu Santo. Aquino escribió que la raíz y fuente de nuestro conocimiento de Dios es Cristo, la Palabra de Dios, y que todo conocimiento de Dios fluye hacia los fieles desde la fuente que es Cristo. Aquino veía dos grupos de personas que se prohibían a sí mismas conocer a Cristo. El primer grupo son aquellos cuya sensualidad los limita al mundo terrenal de los sentidos y no se abren al crecimiento espiritual. El segundo grupo son aquellos que son moralmente corruptos.
La Reforma protestante puso más énfasis en conocer a Cristo a través de las Escrituras que compartiendo sus sufrimientos o a través de la  Sagrada Comunión. El concepto de gracia estaba en el centro de la teología de Martín Lutero, y creía que la obra salvadora de Cristo se entregaba a través del Evangelio, considerando las obras y palabras de Cristo como el camino para conocerle. El gran colaborador de Lutero, Philipp Melanchthon fue crítico con el enfoque de Tomás de Aquino y la cristología escolástica. Su enfoque orientada a la salvación chocó con el enfoque de Lutero en la justificación y dio lugar a su acuñación de la declaración: Conocer a Cristo significa conocer sus beneficios y no reflexionar sobre sus naturalezas y modos de encarnación. Melanchthon suprimió esta afirmación de ediciones posteriores de Loci Communes, pero se ha asociado a sus puntos de vista y a los de los seguidores de Lutero.
Juan Calvino consideraba la comprensión de la misión de Cristo como un elemento esencial para conocerle: conocer a Cristo implica comprender por qué fue enviado. En opinión de Calvino, los seres humanos no son capaces de comprender a Dios por sí mismos, y sólo pueden empezar a conocer a Dios a través de Cristo. En Institución de la religión cristiana (II.xv) Calvino criticaba a quienes conocen a Cristo "sólo de nombre", por ejemplo, a quienes se limitan a enseñar que Cristo es el Redentor sin comprender ni enseñar cómo redime. Para Calvino conocer a Cristo implica conocer su poder y dignidad en términos del triple oficio: como sacerdote, profeta y rey.
Para el contemporáneo de Lutero, Ignacio de Loyola, la capacidad de conocer a Cristo podía mejorarse mediante formas específicas de ejercicios meditativos. Los Ejercicios Espirituales de Ignacio de Loyola requieren unos 30 días de meditación cristiana, contemplación e imaginería mental, con el objetivo de conocer a Cristo más íntimamente y amarlo más ardientemente. Los ejercicios siguen siendo utilizados por los jesuitas hasta la fecha.
Hacia el siglo XIV, en el Imperio bizantino, se desarrolló la tradición del hesicasmo, (muy probablemente por San Gregorio del Sinaí) y fue apoyada por San Gregorio Palamas. Este estilo de oración mística y contemplación sigue utilizándose en la tradición ortodoxa oriental como práctica espiritual que facilita el conocimiento de Cristo.
En la tradición católica, santos como Ignacio de Loyola han sugerido la oración y la contemplación de las Escrituras como camino para conocer mejor a Cristo. En Camino de perfección, Santa Teresa de Ávila enseñó a sus monjas cómo intentar conocer a Cristo mediante la oración mental. Aunque la Iglesia católica apoya la meditación cristiana como beneficiosa para conocer a Cristo, en la carta Aspectos de la meditación cristiana advertía específicamente contra el uso de métodos no cristianos (e. p. ej. budista modificado) como intento de conocer a Cristo.

## El conocimiento de Cristo
Durante la  Era Apostólica, era común en la tradición judía suponer que los profetas en general tenían iluminaciones especiales, lo que más tarde llegó a llamarse "conocimiento infuso" en la teología cristiana. Un ejemplo de referencia se encuentra en 7:39 donde el fariseo esperaba que un profeta supiera acerca de la mujer que lo tocó.
Tres niveles específicos de conocimiento se discuten a menudo en Cristología como conocimiento beatífico, infuso y adquirido. Aquellos (como Tomás de Aquino) que se adhieren al principio de la Perfección de Cristo razonan que debe haber tenido conocimiento beatífico de todas las cosas del La Palabra desde el principio debido a su perfección. Sin embargo, los puntos de vista de Aquino no son generalmente aceptados por todos los cristianos.
Pasajes evangélicos específicos como 11:25-27 y 10:21-22 señalan a Jesús como revelador de nuevos conocimientos, basados en su relación especial con Dios Padre: "nadie conoce al Hijo, sino el Padre; ni nadie conoce al Padre, sino el Hijo". Además, estos dos pasajes pueden leerse en el sentido de que implican una igualdad en la relación entre el Hijo y el Padre.
Sin embargo, la cuestión de si Cristo tenía un conocimiento completo en la tierra antes de su Ascensión ha sido objeto de debate. En el análisis de los Evangelios, un punto de contención han sido los dos versículos paralelos en los Evangelios de Mateo y Marcos que se refieren a conocer el "día y la hora". Mientras que 13:32 afirma: "Pero de aquel día y de la hora nadie sabe, ni aun los ángeles que están en los cielos, ni el Hijo, sino el Padre", en la mayoría de los manuscritos  no incluye las palabras "ni el Hijo".
En diversas tradiciones cristianas se han propuesto, a lo largo de los siglos, diferentes soluciones a esta cuestión. Cirilo de Alejandría argumentó que era "sin duda" que Cristo sabía la hora, pero estaba haciendo hincapié en esto desde una perspectiva humana pasajera. Otras soluciones en esa línea de razonamiento han sugerido que Cristo no tenía "conocimiento comunicable" en una forma que pudiera ser comprendida por los Apóstoles. Otros enfoques sugieren una estructura de conocimiento de varios niveles para Cristo en términos de lo que puede ser revelado a los seres humanos, etc.
Históricamente, en el cristianismo ortodoxo la cuestión de la unión hipostática planteaba la cuestión de si el conocimiento que se encontraba en el componente divino era idéntico al conocimiento de Dios.
Escritores sobre la historia de la iglesia desde tan temprano como Louis Ellies du Pin en L'histoire de l'Eglise (1712) también han notado el papel de Marcos 13:32 en las controversias que rodean al arrianismo.

### Catolicismo
En el siglo V, San Agustín, que consideraba necesaria la Encarnación del Logos, sostenía que el "Cristo humano" poseía un conocimiento perfecto desde el mismo momento de la Encarnación. Agustín rechazó cualquier ignorancia por parte de Cristo, afirmando que Jesús tenía un conocimiento perfecto desde el momento de la Encarnación, habiendo participado en el conocimiento del La Palabra. La opinión de Agustín sobre la afirmación del Evangelio de Lucas de que el joven Jesús crecía en conocimiento y gracia era que Jesús simplemente manifestaba su conocimiento de manera gradual.
.

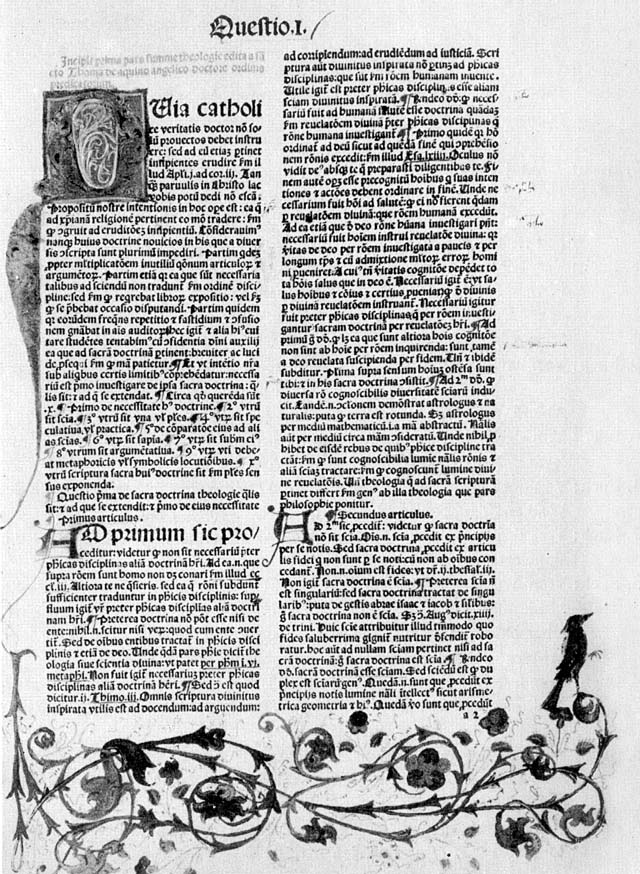
Una página de una copia de 1482 de Summa Theologica

En el siglo XIII, en Summa Theologica, Santo Tomás de Aquino emprendió un análisis sistemático del conocimiento de Cristo. Planteó preguntas de amplio alcance, las analizó y dio respuestas. Por ejemplo, sobre la cuestión del "conocimiento experimental de Cristo" y el "conocimiento beatífico del alma de Cristo" planteó y respondió a diferentes conjuntos de preguntas:
¿Cristo aprendió mediante experimentos? ¿Creció en su conocimiento? ¿Aprendió de otras personas? ¿Aprendió de los ángeles?
- ¿Comprendió el alma de Cristo el Verbo o la Esencia Divina? ¿Conocía todas las cosas del Verbo? ¿Conocía el alma de Cristo el infinito en el Verbo? ¿Vio el Verbo o la Esencia divina más claramente que cualquier otra criatura?

Tras un largo análisis, Aquino concluyó que Cristo tuvo un conocimiento perfecto desde el principio.
En 1918, el Santo Oficio emitió el decreto Circa quasdam propositiones de scientia animae Christi que rechazaba la interpretación de Marcos 13:32 de que Cristo no conocía la hora y apoyaba la creencia de que Cristo tuvo un conocimiento completo en todo momento, en vista de la unión hipostática. El Catecismo de la Iglesia Católica (ítem 472) afirma que debido a que Cristo estaba dotado de verdadero conocimiento humano, éste podía "aumentar en sabiduría y en estatura" porque se ejercía en las condiciones históricas de su existencia en el espacio y en el tiempo. Sin embargo, el punto 474 afirma que Cristo también compartió todo el conocimiento divino, a saber:

Por su unión a la sabiduría divina en la persona del Verbo encarnado, Cristo gozó en su conocimiento humano de la plenitud de la comprensión de los planes eternos que había venido a revelar. Lo que admitió no saber en este ámbito, en otro lugar se declaró no enviado a revelarlo.

En el siglo XX, Hans Urs von Balthasar, basándose en el concepto de la "coincidencia de la Persona y la misión de Cristo", escribió que el Hijo de Dios no podía haber sido enviado a su misión sin conocimiento de lo que tenía que hacer, sólo para que se lo dijeran después. En su opinión, "el enviado", al formar parte de la Santísima Trinidad, habría sido consultado antes de emprender su misión. De ahí que Balthasar razonara que a través del Logos Cristo poseía todo el conocimiento desde el principio.

### Protestantismo
Los puntos de vista de Juan Calvino sobre el conocimiento de Cristo difieren de los de, por ejemplo, Atanasio. Calvino toma la afirmación de Lucas de que el niño Jesús "creció en sabiduría" para mostrar que el preexistente Dios Hijo estaba "dispuesto . ... por un tiempo, a ser privado de entendimiento," Este punto de vista es seguido por muchos protestantes evangélicos hoy en día. Otros escritores como Bowman (2007) y Cullmann (1980) habla de una paradoja entre la omnisciencia de Dios y las limitaciones de esa omnisciencia en Cristo. El papel del Espíritu Santo en la obtención del conocimiento de Cristo sigue siendo una parte clave de las enseñanzas protestantes sobre el conocimiento de Cristo.

### Ortodoxia oriental
La visión  ortodoxa del conocimiento de Cristo difiere de las perspectivas católica y protestante. Refiriéndose a Mark El teólogo ortodoxo Sergei Bulgakov resumió la posición ortodoxa afirmando que el pasaje no excluye la posibilidad de que Cristo conociera la hora, pero puede que la conozca de una forma que no puede ser comunicada a los Apóstoles como humanos, porque la conciencia humana no es capaz de comprender esa clase de sucesos.